# Xã Rock Run, Quận Stephenson, Illinois
Xã Rock Run (tiếng Anh: Rock Run Township) là một xã thuộc quận Stephenson, tiểu bang Illinois, Hoa Kỳ. Năm 2010, dân số của xã này là 2.247 người.